# Carl Kaldén
Carl Kaldén, född 9 november 1877 i Flädie, Malmöhus län, död 1963 i Stockholm, var en svensk målare och konsthantverkare. 
Han var son till vagnmakaren Per Hansson och Anna Nilsdotter och från 1905 gift med Alma Maria Östman. Kaldén studerade på Tekniska skolan i Stockholm runt sekelskiftet 1900 och var därefter verksam som lärare vid Statens hantverksinstitut. Som konstnär räknade han sig själv som autodidakt. Separat ställde han ut på bland annat Gummesons konsthall, Konstnärshuset och Ciacellis konstgalleri. Sedan 1917 har han vid upprepade tillfällen medverkat i utställningar med Sveriges allmänna konstförening. Hans konst består av landskap från Stockholmstrakten, pittoreska gatumotiv från Gamla Stan, i olja eller pastell. Kaldén är representerad med en handteckning vid Moderna museet i Stockholm. Han utgav 1910 novellsamlingen När svanarna sjunga.